# Лю Шаочжуо
Лю Шаочжуо (нар. 31 жовтня 1990) — колишня китайська тенісистка.
Найвищу одиночну позицію світового рейтингу — 434 місце досягла 16 серпня 2010, парну — 389 місце — 27 жовтня 2008 року.
Здобула 1 одиночний титул.

## Фінали ITF
| турніри $25,000 |
| турніри $10,000 |

### Одиночний розряд: 1 (1–0)
| Результат | Дата              | Турнір            | Покриття | Суперниця    | Рахунок  |
| --------- | ----------------- | ----------------- | -------- | ------------ | -------- |
| Перемога  | 16 листопада 2009 | Маніла, Філіппіни | Тверде   | Han Sung-hee | 6–1, 6–2 |

### Парний розряд: 1 (1–0)
| Результат | Дата         | Турнір      | Покриття | Партнерка | Суперниці                 | Рахунок          |
| --------- | ------------ | ----------- | -------- | --------- | ------------------------- | ---------------- |
| Перемога  | 9 липня 2010 | Фучжоу, КНР | Тверде   | Сюй Їфань | Као Шао-юань Маекава Аяка | 3–6, 6–1, [10–2] |